# HSC Kreuzlingen
Der HSC Kreuzlingen ist ein schweizerischer Handballverein aus der gleichnamigen Stadt.

## Geschichte
Zur Saison 2021/22 konnte der HSC Kreuzlingen erstmals in die höchste Spielklasse im Herrenhandball der Schweiz aufsteigen. Um die notwendige Professionalisierung voranzutreiben, wurden die Strukturen im Verein in den folgenden Jahren grundlegend verändert. Erst wurde eine GmbH gegründet, welche 2024 in die HSCK-AG eingegliedert wurde. Massgeblich beteiligt an dieser Entwicklung war der langjährige Präsident Patrick Müller. Im Jahr 2025 kündigte der Verein den freiwilligen Abstieg des ersten Herren- sowie Damenteams aus der QHL beziehungsweise der SPL 1 an. Hauptgrund für den Rückzug war, dass die eigene Halle ab der Saison 25/26 nicht mehr den Anforderungen der höchsten Liga entsprechen wird. Zudem geriet der HSC Kreuzlingen in finanzielle Schwierigkeiten aufgrund von hohen Zwangsversicherungsgebühren und Probleme bei der Akquise von Sponsoren. In der Frauen- und Jugendabteilung möchte sich der Verein in Zukunft vermehrt auf die Entwicklung eigener Talente und die Nachwuchsförderung konzentrieren. Dazu wird die Zusammenarbeit mit dem BSV Weinfelden intensiviert.

## Aktuelles Kader
| Nummer | Name              | Jahrgang |
| ------ | ----------------- | -------- |
| 35     | Martin Brězina    | 2001     |
| 15     | Drilon Tahirukaj  | 1995     |
| 22     | Fynn Beckmann     | 1995     |
| 54     | Eric Damböck      | 1999     |
| 7      | Valon Dedaj       | 1989     |
| 14     | Jonas Heim        | 1996     |
| 74     | Bruno Kozina      | 1992     |
| 5      | Matteo Mastrocola | 2005     |
| 23     | Bujar Ramosaj     | 1995     |
| 44     | Thomas Rink       | 1993     |
| 26     | Lukas Saueressig  | 1997     |
| 97     | David Mate Soos   | 2005     |
| 98     | Drenit Tahirukaj  | 1998     |
| 67     | Neo Wehrli        | 2005     |
| 8      | Basil Zeltner     | 2000     |
| 20     | Haris Berisha     | 1996     |
| 12     | Cédric Färber     | 1999     |
| 16     | Andreas Wieser    | 1995     |

Stand: 3. Mai 2025